# Алонсо, Хуан
Хуан Аделарпе Алонсо (или Хуанито Алонсо, 13 декабря 1927 — 8 сентября 1994) — испанский футболист. Первые шаги Хуанито Алонсо как вратарь делал на баскских пляжах, как и многие другие известные баскские вратари. С течением времени Алонсо совершенствовал своё мастерство и покинул Басконию, чтобы играть в более престижных клубах.

## Клубная карьера
В 18 лет он подписал контракт с «Логроньес» и защищал ворота команды в течение 1946/47 сезона. В следующем году он попробовал присоединиться к «Сельте», но после прохождения просмотра от его трансфера отказался тренер клуба, легендарный вратарь Рикардо Самора. Но Хуан Алонсо всё-таки сменил клуб, чему также способствовал его призыв на военную службу, в течение следующих двух лет он играл в «Расинг Ферроль». Хуан Алонсо воспользовался возможностью, чтобы продемонстрировать свои навыки, которые не были потеряны во время военной службы в Ферроле.
После окончания службы он подписал контракт с «Реал Мадридом», в котором играл в течение следующих тринадцати сезонов с 1949 до 1962 года — в столице он провёл успешную карьеру. Алонсо был одним из ключевых игроков «Реала» в еврокубках. Хладнокровность была наиболее характерной чертой Алонсо как голкипера.
Карьера Хуанито Алонсо в «Реале» была нелёгкой, так как он из сезона в сезон отстаивал право быть первым вратарём, хотя никто не мог вытеснить его из состава, ему мешали травмы.
В одиннадцатом сезоне с «Реал Мадридом» Алонсо получил редкое повреждение лёгких, различные специалисты при постановке диагноза уверяли, что здесь не всё так серьёзно, однако персонал клуба не разрешил ему играть.
Он получил разрешение после почти года без игровой практики, однако Алонсо повторно травмировался при столкновении с Аделардо во время матча с «Атлетико Мадрид». Несмотря на этот факт, «Реал» вновь продлил с ним контракт, но после восстановления Алонсо решил завершить свою карьеру в возрасте 34 лет.
В последний раз Хуанито Алонсо защищал ворота «Реала» в своём прощальном матче против «Ривер Плейт» из Аргентины.
8 сентября 1994 года он умер в Фуэнтеррабиа, там же, где и родился.

## Международная карьера
Он дебютировал за сборную 15 октября 1958 года в матче против Северной Ирландии.
Он представлял Испанию на международной арене в пяти играх: трёх во второй сборной и двух — в первой.